# Porroglossum andreettae
Porroglossum andreettae är en orkidéart som beskrevs av Carlyle August Luer. Porroglossum andreettae ingår i släktet Porroglossum och familjen orkidéer. Inga underarter finns listade i Catalogue of Life.